# Zaida Cantera
Zaida Cantera de Castro (Madrid, 6 de junio de 1977) es una exmilitar y expolítica española afiliada al Partido Socialista Obrero Español (PSOE), exdiputada del Congreso de los Diputados en cuatro legislaturas y expresidenta de la delegación española en la Asamblea Parlamentaria de la OTAN. En 2024 entregó su acta de diputada y abandonó la política.

## Biografía

### Profesión
Ingresó en la Academia General Militar, tras superar la oposición para acceder a la Escala Superior de Oficiales del Ejército de Tierra, donde se especializó en Transmisiones en la Academia de Ingenieros del Ejército y obtuvo la licenciatura en dicha especialidad. Posee además varios másteres en Redes y Sistemas de Información y en Sistemas de Comunicación e Información para la Seguridad y la Defensa.
Fue destinada a la Unidad de Transmisiones de la Brigada Acorazada XII y participó en misiones internacionales como los conflictos de Kosovo o Líbano, alcanzando el empleo de Comandante del Ejército de Tierra. Tras regresar de ese último país empezó a sufrir acoso sexual por un superior, hecho que denunció ante el Juzgado Militar Central. Cantera relató dichos episodios de acoso en el libro No, mi general, en coautoría con la diputada Irene Lozano.

### Carrera política
Como parte de la lista del PSOE por Madrid, el 20 de diciembre de 2015 fue elegida diputada del Congreso de los Diputados de la XI legislatura de España. Se afilió al PSOE el 5 de enero de 2017 para poder votar en las primarias del 39.º congreso federal en favor de Pedro Sánchez. Además, también ha sido diputada en otras tres legislaturas, la XII legislaturas, XIII, y XIV. Desde febrero de 2020 y hasta 2023 fue presidenta de la delegación española en la Asamblea Parlamentaria de la OTAN. El día 30 de mayo de 2024 votó a favor de la Amnistía y posteriormente pidió la renuncia en el Congreso de los Diputados.